# 米村圭伍
米村 圭伍（よねむら けいご、1956年4月16日 - ）は日本の小説家。架空の藩「風見藩」を舞台とした作品で知られる。

## 来歴
神奈川県横須賀市出身、千葉県在住。本名・憲治。早稲田大学政治経済学部卒。電機会社勤務の後、松竹シナリオ研究所で脚本を学ぶ。1997年、「安政の遠足異聞」で菊池寛ドラマ賞佳作に入選する。1999年には、「風流冷飯伝」で第五回小説新潮長編小説新人賞を受賞。以後、「退屈姫君伝」「面影小町伝」などの作品を発表する。
「退屈姫君伝」「おんみつ蜜姫」など、「姫君もの」でも知られる。
また、デビュー作から最新作（「退屈姫君 これでおしまい」:2009年1月現在）まで、どの作品にも別作品のキャラクターが再登場したりする事などから、場所と時代を異にしながらも全て同一の世界観を持つ物語という事が推定できる。
ちなみに筆名「圭伍」は佳作に五回入選のもじりとのこと。

## 作品
- 風流冷飯伝（1999年6月 新潮社 / 2002年3月 新潮文庫）
- 退屈姫君伝（2000年4月 新潮社 / 2002年9月 新潮文庫）
- 錦絵双花伝（2001年4月 新潮社）
  - 【改題】面影小町伝（2003年09月 新潮文庫）
- 影法師夢幻（2001年12月 集英社）
  - 【改題】真田手毬唄（2007年12月 新潮文庫）
- 紀文大尽舞（2003年8月 新潮社 / 2006年05月 新潮文庫）
- おんみつ蜜姫（2004年08月 新潮社 / 2006年12月 新潮文庫）
- 退屈姫君 海を渡る（2004年09月 新潮文庫）
- エレキ源内殺しからくり（2004年10月 集英社）
- 退屈姫君 恋に燃える（2005年09月 新潮文庫）
- 紅無威（くれない）おとめ組 かるわざ小蝶（2005年10月 幻冬舎）
  - 【改題】かるわざ小蝶 紅無威おとめ組（2008年4月 幻冬舎文庫）
- おたから蜜姫（2007年11月 新潮社 / 2010年9月 新潮文庫）
- 山彦ハヤテ（2008年2月 講談社 / 2011年9月 新潮文庫）
- 南総里見白珠　紅無威おとめ組（2008年5月 幻冬舎 / 2009年6月 幻冬舎文庫）
- 退屈姫君 これでおしまい（2008年12月 新潮文庫）
- 桜小町 ひやめし冬馬四季綴（2010年2月 徳間文庫）
- 壇ノ浦の決戦　紅無威おとめ組（2010年6月 幻冬舎文庫）
- ふくら雀 ひやめし冬馬四季綴（2010年11月 徳間文庫）
- 孔雀茶屋 ひやめし冬馬四季綴（2011年8月 徳間文庫）
- 青葉耀く 敬恩館風雲録 上下（2012年8月 幻冬舎）
- 道草ハヤテ（2012年9月 新潮文庫）
- いそさん（2013年12月 幻冬舎文庫）
- 君がいれば 敬恩館青春譜 一（2014年6月 幻冬舎文庫）
- 青葉耀く 敬恩館青春譜 二（2014年12月 幻冬舎文庫）